# Пшеха

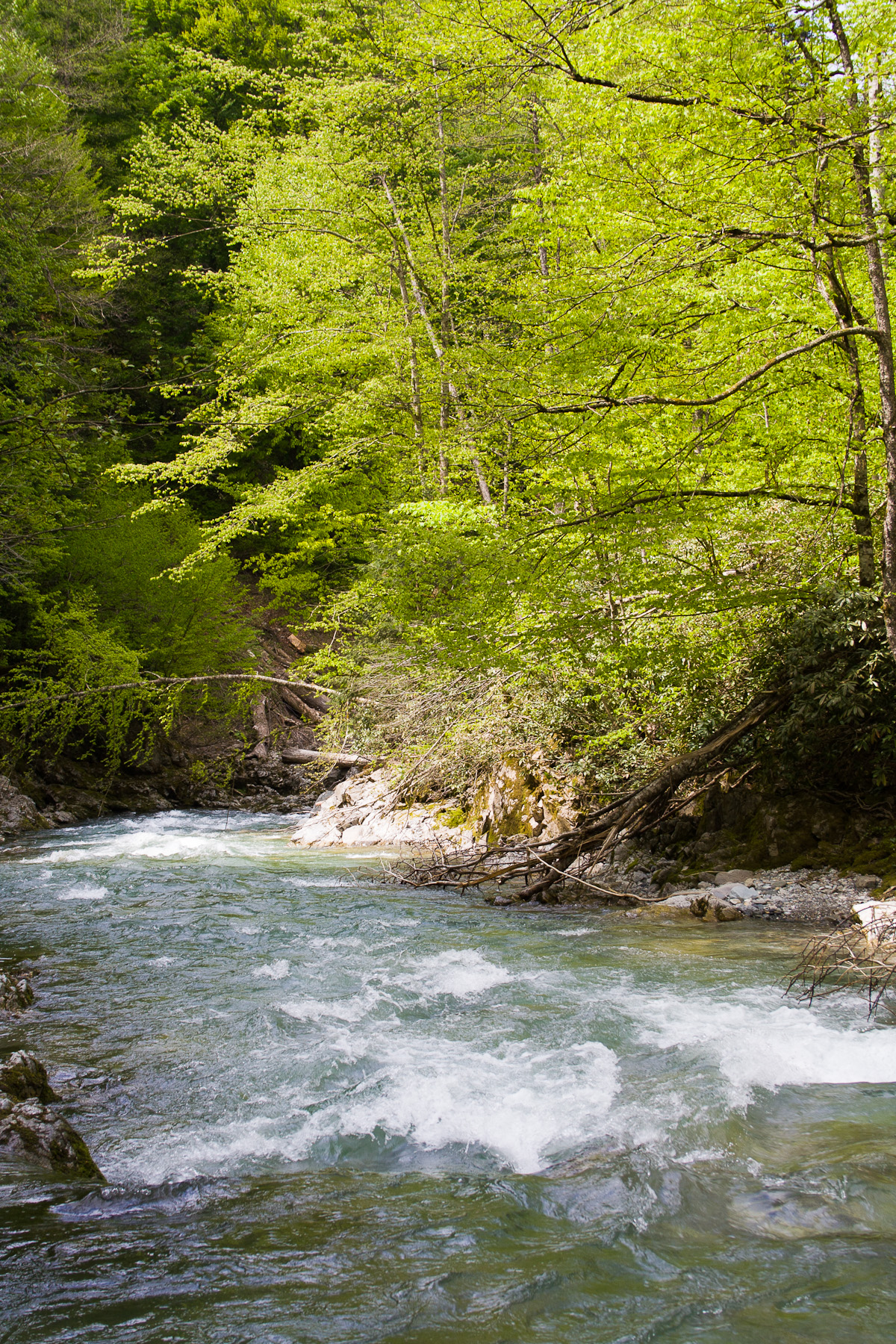

Пшеха — найбільша ліва притока Білої. Витоки її — на схилах гір Фішт і Оштен. Впадає в Білу нижче Бєлорєченська. Довжина 150 км.. У верхній і середній течії типова гірська річка з швидким течією. У неї впадають Цице, Серебрячка і Туха.
Пшеха до злиття з Пшехашкою дуже вузька, річище забито каменями, за досить сильному ухилі, витрата води становить 10-20 м³/сек. Середній ухил від селища Отдалений 9,5 м/км до станиці Чернігівської, у районі станиці Самурської 3,4м/км, від станиці Ширванської до міста Апшеронська 1,7 м/км, до гирла 1,68 м/км. У районі станиці Чернігівської найбільша витрата води у серпні — 91 м³/сек, найменша у грудні — 3 м³/сек.